# Каменяни
Каменя́ни (словац. Kameňany) — село, громада в окрузі Ревуца, Банськобистрицький край, Словаччина. Населення — 880 чол. (на 31 грудня 2017 р.).  Протікає річка Турчок.
Вперше згадується в 1243 році.

## Населення
| Рік:            | 1994. | 2004.    | 2014.    | 2024.   |
| --------------- | ----- | -------- | -------- | ------- |
| Кількість осіб: | 638   | 706      | 826      | 851     |
| Різниця:        |       | +10,65 % | +16,99 % | +3,02 % |

| Рік:            | 2023. | 2024.   |
| --------------- | ----- | ------- |
| Кількість осіб: | 843   | 851     |
| Різниця:        |       | +0,94 % |

## Пам'ятки
- Євангелістський костел[sk]

## Географія
Протікає річка Прегибіна.